# Hypoptopomatinae
Hypoptopomatinae es una subfamilia de peces siluriformes de agua dulce de la familia de los loricáridos. Habitan en aguas templadas y cálidas del norte y centro de Sudamérica, donde son denominadas popularmente limpiavidrios, viejitas del agua, viejitas de río, etc. Sus integrantes son pacíficos y poseen pequeño tamaño, los que los hace aptos como peces de acuario hogareño.

## Taxonomía
Descripción original
Esta subfamilia fue descrita originalmente en el año 1890 por el ictiólogo estadounidense —nacido en Alemania— Carl H. Eigenmann junto con su esposa Rosa Smith Eigenmann. El género tipo es Hypoptopoma.
Etimología
Etimológicamente el término Hypoptopomatinae se construye con palabras del idioma griego, en donde: hypo significa 'bajo', optoma, opsomai es 'mirar', mientras que poma es ‘operculum’.

### Caracterización

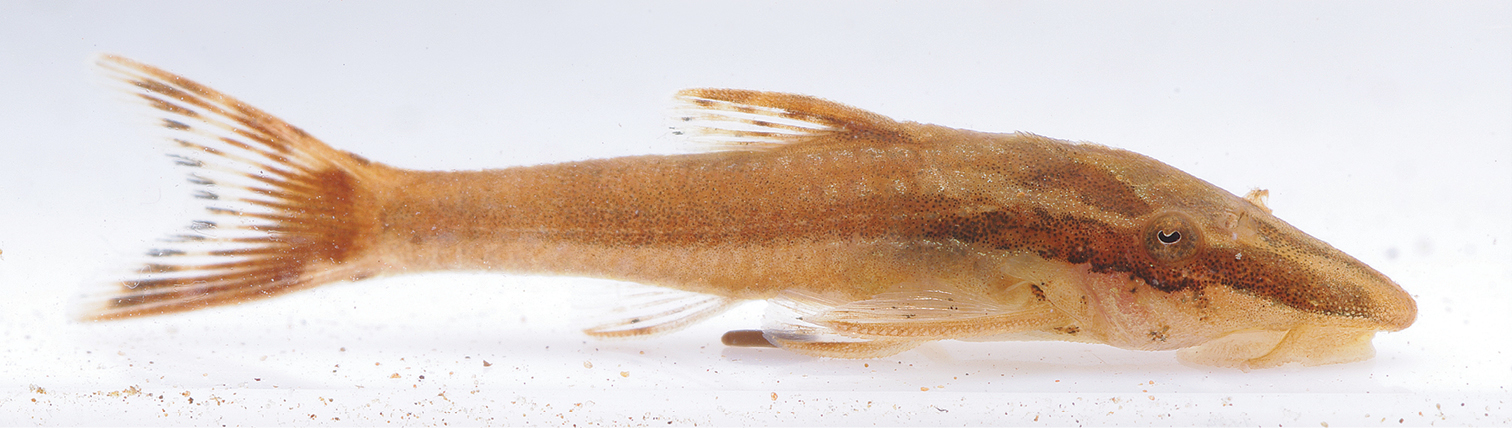
Hisonotus acuen.

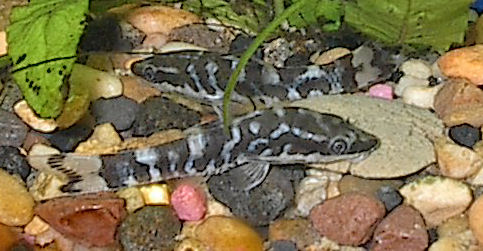
Otocinclus cocama.

Los integrantes de Hypoptopomatinae poseen un hocico formado por numerosas y pequeñas placas óseas; muestran proporcionalmente más anchos que otros loricáridos el cleithrum (un hueso que corre verticalmente a lo largo de la escápula) y el coracoides (un hueso de la cintura escapular).
Presentan dos placas óseas entre las aletas pectorales y el ano separado de la aleta anal por una o más placas de óseas. El pedúnculo caudal es redondeado o ligeramente comprimido, relativamente delgado y proporcionalmente más corto que otros loricáridos.

### Relaciones filogenéticas

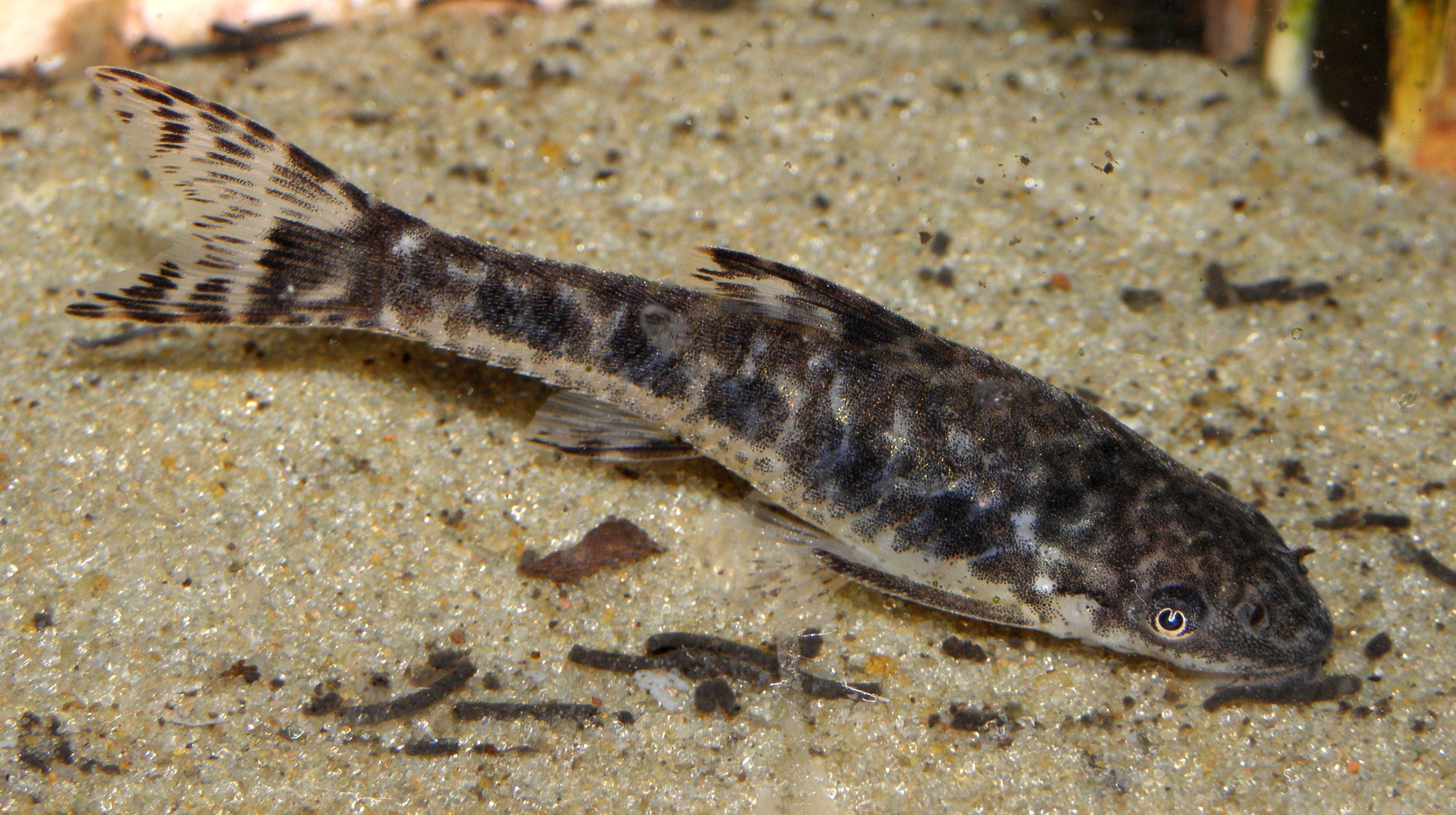
Otocinclus arnoldi.

Hypoptopomatinae es un grupo monofilético dentro de la familia Loricariidae, en la cual representa alrededor del 10 % de sus especies.
Tradicionalmente se la ha dividido en dos Tribus, Hypoptopomatini y Otothyrini, sin embargo, en un análisis efectuado en el año 2005, se encontró que Otothyrini no es monofilético, con representantes que comprenden un grupo parafilético relacionado con Hypoptopomatini. Evidencia filogenética posterior apoyaría la escisión de Otothyrini junto con la elevación de ambas tribus al nivel de subfamilias.
A esta problemática se suma que varios géneros de Hypoptopomatinae aún no han logrado ser clasificados en alguna de las tribus, formando así un tercer conjunto, denominado incertae sedis.

### Subdivisión

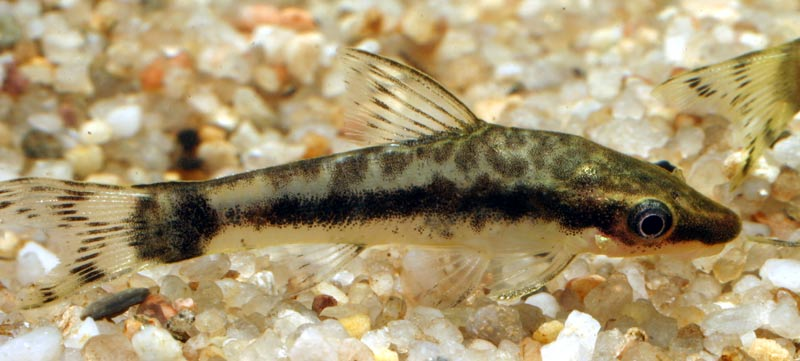
Otocinclus macrospilus.

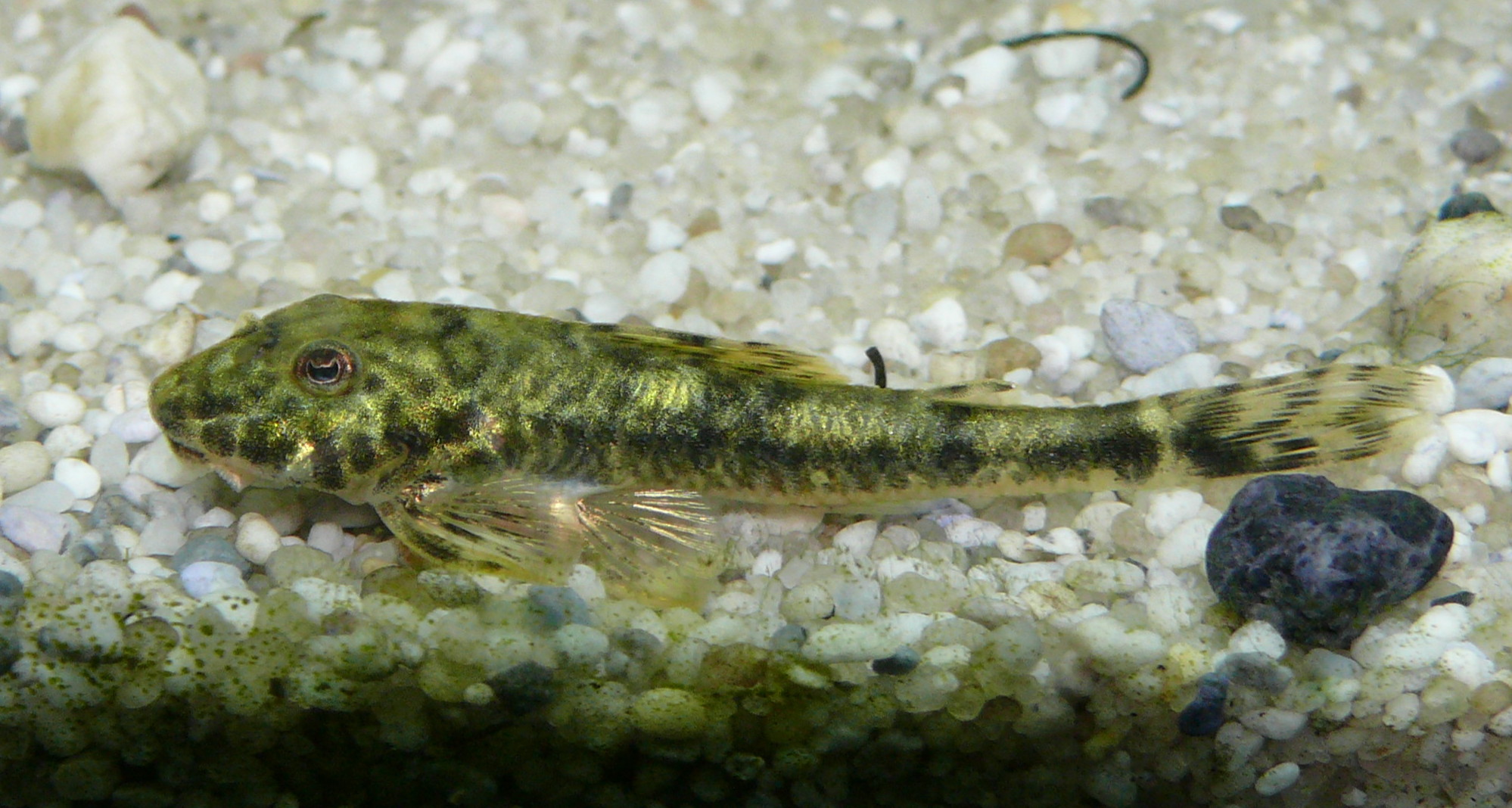
Parotocinclus jumbo.

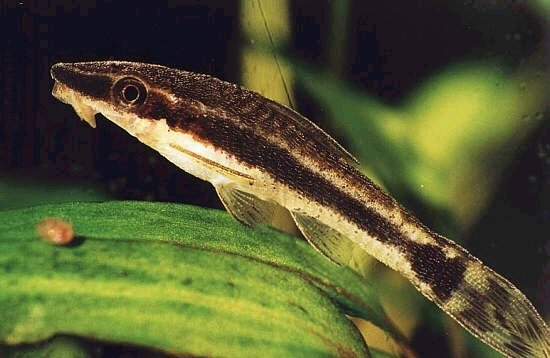
Otocinclus affinis.

Esta subfamilia se compone de más de 80 especies, ubicadas en 17 géneros, los que son reunidos en 2 tribus y un grupo no definido.
- Tribu: Hypoptopomatini[10]
  - Acestridium
  - Hypoptopoma
  - Lampiella
  - Leptotocinclus
  - Nannoptopoma
  - Nannoxyropsis
  - Niobichthys
  - Otocinclus
  - Oxyropsis

- Tribu: Otothyrini
  - Corumbataia[11]
  - Curculionichthys
  - Epactionotus
  - Eurycheilichthys
  - Hisonotus
  - Microlepidogaster
  - Otothyris
  - Otothyropsis[12]
  - Parotocinclus
  - Pseudotothyris
  - Schizolecis

- incertae sedis
  - Chauliocheilos[13]
  - Gymnotocinclus[8]
  - Plesioptopoma
  - Rhinolekos[7]

## Distribución geográfica yhábitat
Las especies que lo integran se distribuyen en cursos fluviales templados y cálidos del norte y centro de Sudamérica, desde Venezuela por el norte hasta el centro de la Argentina por el sur. Normalmente prefieren hábitats fluviales de menor porte en los que abunda la vegetación acuática, con la que, por lo general, entablan una estrecha asociación.